# Асам
Асам је савезна држава Индије са површином од 78.438 km² и 26.638.407 становника (стање: 1. јан. 2001). Налази се на истоку Индије на источним обронцима Хималаја. Асам окружују друге североисточне државе Аруначал Прадеш, Нагаланд, Манипур, Мизорам, Трипура и Мегалаја. Трговачки центар Асама Гувахати представља везу са североисточним државама званим и „седам сестара“. Те државе су са остатком Индије повезане уским коридором званим „пилећи врат“. Асам граничи и са Бутаном и Бангладешом.

## Географија и клима
Асам је у облику слова Т и састоји се од долине Брамапутре, Карби и Кашар планина и јужне долине Барак. У Асаму има много вегетације, шума и дивљих животиња. Постоје и бројне заштићене шуме, од којих у једној постоји ретки индијски носорог. Има много бамбуса. Шуме, флора, фауна, реке и природна лепота доприносе развоју туризма Асама. Асам је подложан жестоким земљотресима. Велики земљотрес од 8,6 степени Рихтерове скале погодио је Асам 1950.
Асам има огромне количине падавина између марта ји септембра, а влажност је изузетно висока током лета. Температуре су благе и никад нису екстремне (достижу 35°C до 38°C ). Пријатна субалпска клима превладава на брдима, а у низији је лето јако неугодно због велике влажности ваздуха. Зиме су јако благе са минималним темпаратурама око 6°C. Лета долазе средином маја и праћена су великом влажношћу и веома честим и обилним кишама.

## Историја
Најранији владар је био неаријски владар Махиранга, а следио га је низ владара, које је уклонио Нарака успоставивши своју династију. Средњовековним Асамом владале су многе династије, а најпознатија је била династија Варман (350-650). Друге династије које су владале подручјем припадале су индо-тибетанским групама. Династија Ахом је владала готово 600 година (1228—1826. ). Бројни муслимански владари, упадима и инвазијама нису успели да успоставе контролу у Асамау, све до доласка Британаца. Најуспешнију инвазију је предузео Мир Џумла, гувернер од Могула Аурангзеба, који је успео да закратко заузме престолницу Асама (1662—1663). Није могао да се одупре герилским нападима, па је напустио Асам. Унутрашње проблеме Асама и краљевске куће искористио је бурмански владар Ава и извршио је инвазију Асама и поставио је марионетског краља 1821. Пошто су Бурманци дошли близу подручја Британске источноиндијске компаније, уследио је Први англо-бурмански рат. Рат је завршио 1826, а Британска источноиндијска компанија је преузела контролу над Асамом. Асам је постао део Британске Индије и то провинције Бенгалско председништво. Асам је од 1905. до 1912. био одвојена провинција. У доба независности Индије 1947. Асам се састојао од бившег Ахомског краљевства и део је припао Индији, а део Пакистану. Од Асама је после независности настао данашњи Асам и шсет других држава: Аруначал Прадеш, Нагаланд, Мизорам, Мегалаја, Манипур и Трипура. Током 1980-их у Асаму долази до покрета за идентификацију и депортацију странаца, првенствено због оптужби да се због људи из Бангладеша мења демографска слика. Појавиле су се многе милитантне групе дуж етничких линија током осамдесетих, па је војска интервенисала, а рат ниског интензитета наставио се више од десет година, без изгледа да се прекине.

## Економија
Асам производи неке од светски најфинијих и најскупљих чајева. Индустрију чаја су развили Енглези током колонијалног периода. Довлачили су радну снагу из Бихара и Орисе и тиме су мењали демографску слику региона. Асам производи и значајне количине нафте и гаса. Асам је друго место на свету, на коме је откривена нафта (САД су биле прве).